# Элохочитлан-де-Флорес-Магон (муниципалитет)
Элохочитлан-де-Флорес-Магон (исп. Eloxochitlán de Flores Magón) — муниципалитет в Мексике, входит в штат Оахака. Население — 4042 человека (на 2005 год). Место рождения мексиканского революционера Рикардо Флорес Магона.